# Merobruchus lysilomae
Merobruchus lysilomae är en skalbaggsart som beskrevs av John M. Kingsolver 1988. Merobruchus lysilomae ingår i släktet Merobruchus och familjen bladbaggar. Inga underarter finns listade i Catalogue of Life.